# Рупник, Лидия
Лидия Рупник (в замужестве — Шифрер) (словен. Lidija Rupnik (Šifrer), 20 февраля 1915, Триест, Австро-Венгрия — 11 ноября 2003, Любляна, Словения) — югославская спортивная гимнастка. Участница летних Олимпийских игр 1936 года, серебряный призёр чемпионата мира 1938 года.

## Биография
Лидия Рупник родилась 20 февраля 1915 года в австро-венгерском городе Триест (сейчас в Италии). По национальности словенка.
Выступала в соревнованиях по спортивной гимнастике за «Люблянский сокол» из Любляны.
В 1936 году вошла в состав сборной Югославии на летних Олимпийских играх в Берлине. Выступала в командном многоборье вместе с Душицей Радивоевич, Мартой Пустишек, Ольгой Райкович, Драганой Джорджевич, Анчкой Горопенко, Катариной Хрибар и Майей Вершеч. Рупник показала 2-й результат в команде, набрав 62,25 балла и уступив только Радивоевич (62,30). Сборная Югославии с 485,60 балла заняла 4-е место, уступив 20,90 балла завоевавшим золото гимнасткам Германии.
В 1938 году завоевала серебряную медаль в командном многоборье на чемпионате мира в Праге в составе сборной Югославии, за которую также выступали Аница Хафнер, Милена Скет, Елица Ковачич, Елица Вацац, Марта Пустишек, Марта Подпац и Душица Радивоевич.
Продолжала карьеру и после Второй мировой войны. В 1946 году стала бронзовым призёром чемпионата Югославии в индивидуальном многоборье.
Умерла 11 ноября 2003 года в Любляне.